# 拉阿米斯塔德國家公園

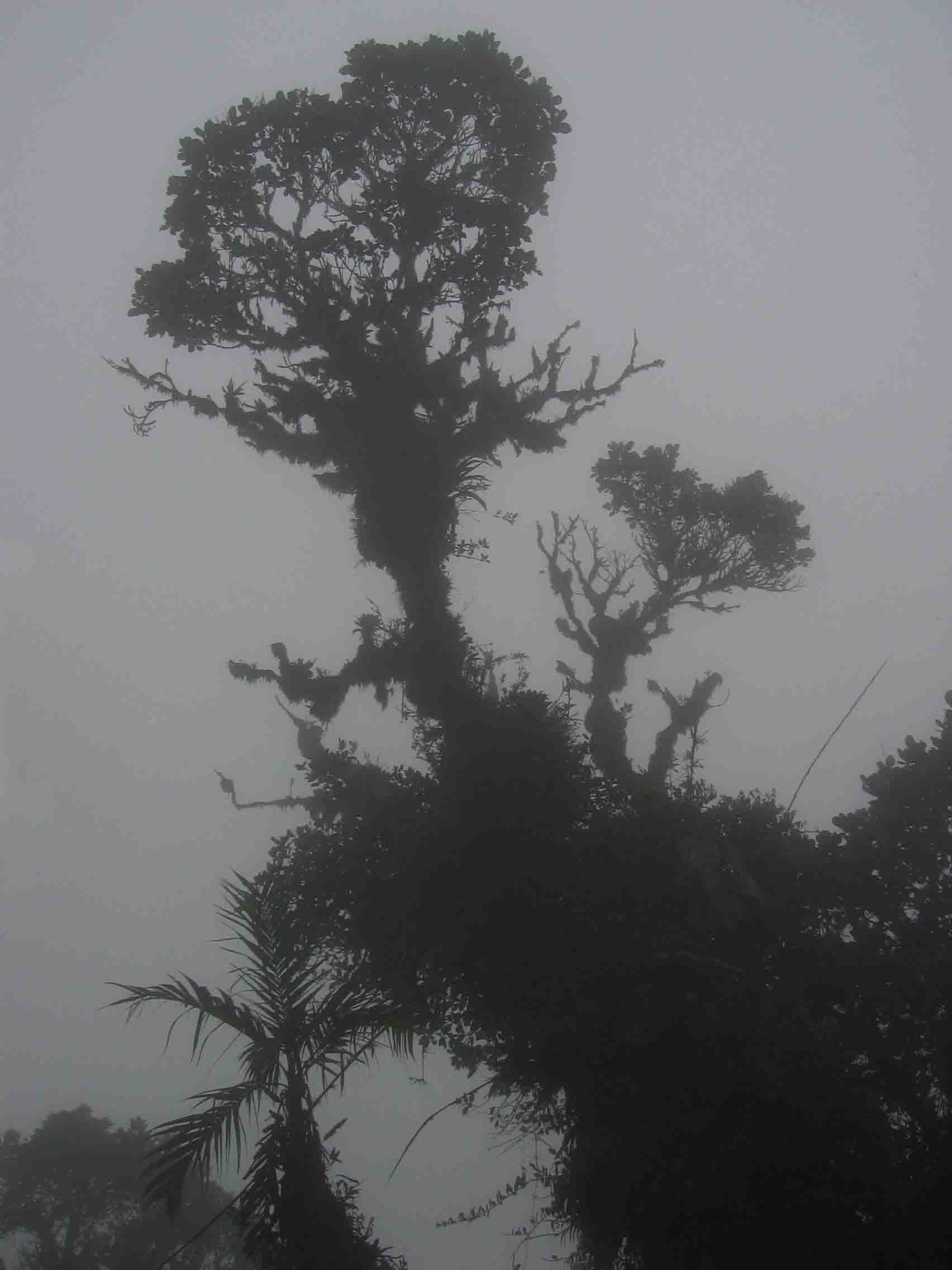

拉阿米斯塔德国际公园（西班牙語：Parque Internacional La Amistad），原名拉阿米斯塔德国家公园，是中美洲的一座跨界保护区，橫跨哥斯達黎加和巴拿馬，面積4,188平方公里，成立於1988年9月6日，最高點海拔高度3,549米。
拉阿米斯塔德附近地区被聯合國教科文組織列入世界遺產名錄，登陆内容包括哥斯达黎加的塔拉曼卡山脉-拉阿米斯塔德保护区（1983年列入）以及巴拿马的拉阿米斯塔德国家公园（1990年列入）。

## 登陆基准
该世界遗产被认为满足世界遺產登錄基準中的以下基準而予以登錄：
- （vii）包含出色的自然美景与美学重要性的自然现象或地区。
- （viii）代表生命进化的纪录、重要且持续的地质发展过程、具有意义的地形学或地文学特色等的地球历史主要发展阶段的显著例子。
- （ix）在陆上、淡水、沿海及海洋生态系统及动植物群的演化与发展上，代表持续进行中的生态学及生物学过程的显著例子。
- （x）拥有最重要及显著的多元性生物自然生态栖息地，包含从保育或科学的角度来看，符合普世价值的濒临绝种动物种。